# Desa Samudrajaya
Desa Samudrajaya är en administrativ by i Indonesien.   Den ligger i provinsen Jawa Barat, i den västra delen av landet, 23 km nordost om huvudstaden Jakarta.